# Hercynodes
Hercynodes é um gênero de mariposa pertencente à família Crambidae.